# Flavio Prendi
Flavio Prendi (sinh 12 tháng 10 năm 1995 ở Pukë) là một cầu thủ bóng đá Albania hiện tại thi đấu cho Tërbuni Pukë ở Kategoria Superiore.